# Marinka
Marinka (bulgarisch Маринка) ist ein Dorf in der Gemeinde Burgas im Bezirk/Oblast Burgas im Südosten Bulgariens. Das Dorf trägt den Namen der Heiligen Marina.

## Lage
Marinka liegt im östlichen Teil der oberthrakischen Tiefebene rund 15 km südwestlich des Gemeindezentrums Burgas, in der Nähe des Burgas-Sees und rund 2 km südlich des Dorfes Twardiza. Unmittelbar südlich vom Dorf befindet sich der Berg Rossen, der Teil des Strandscha-Gebirges ist. Durch das Dorf verläuft die Europastraße 87 von Burgas nach Malko Tarnowo und weiter in die Türkei.

## Geschichte

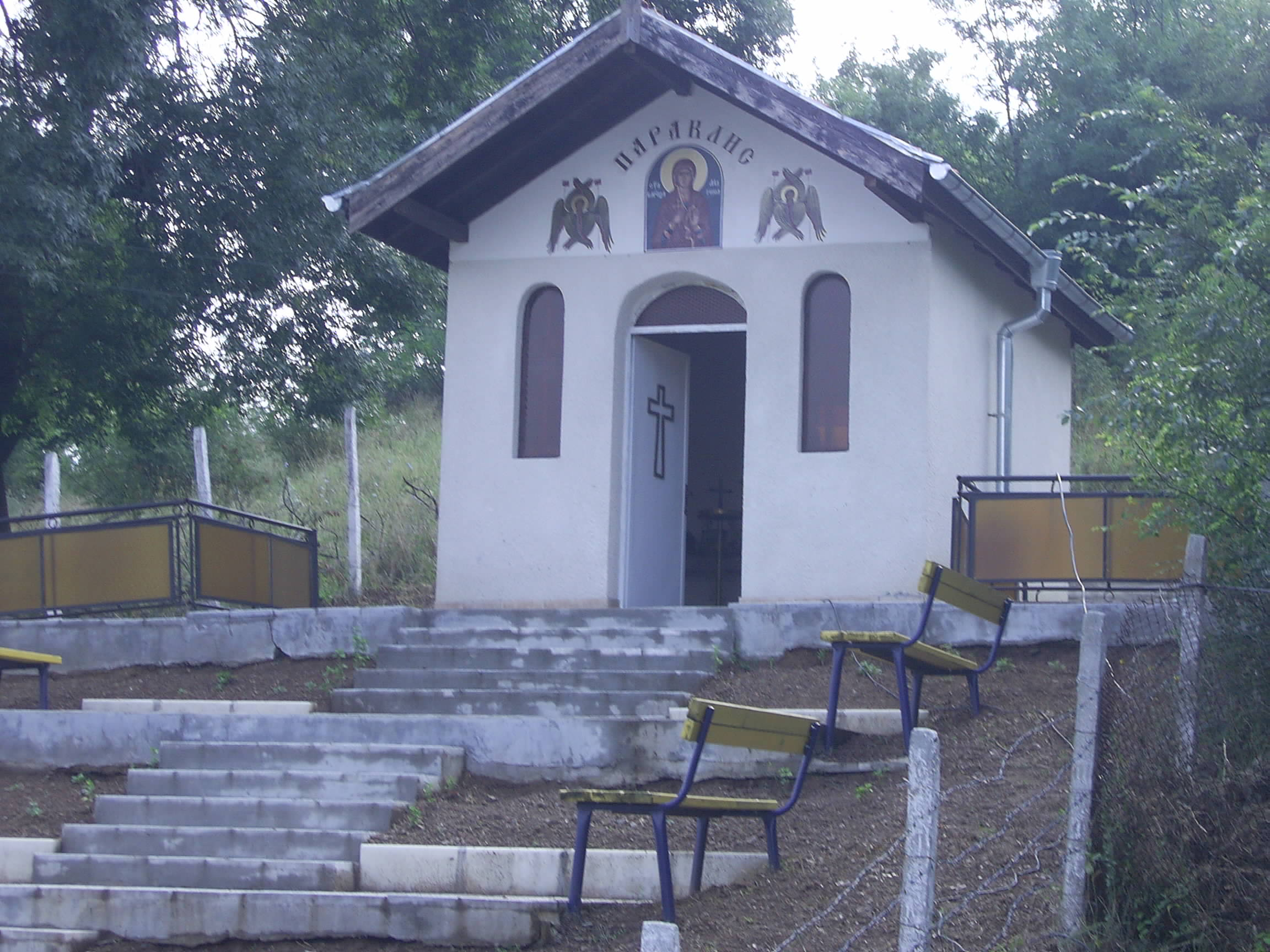
Die Kapelle Sweta Marina

In der Antike befand sich südlich vom heutigen Dorf eine römische Villa rustica. In der Nähe verlief auch die Via Pontica. Im Mittelalter existierte auf dem Nahen Berg Rossen eine kleine Festung.
In der Nähe von Marinka existierte während der Herrschaft der osmanischen Türken ein Tschiflik (von türkisch Çiftlik für "Landhaus") namens Archijanli (bulg. Архиянли). Nach der Befreiung Bulgariens 1878 von der türkischen Herrschaft hat der spätere bulgarischer Ministerpräsident Stefan Stambolow das rund 30.000 ha großen Tschiflik von auswandernden Türken aufgekauft. Zu dieser Zeit besaß auch der bulgarische König Zar Boris III. Ländereien in den heutigen Grenzen des Dorfes.
In der Zeit nach der Befreiung und Wiedererlangung der Unabhängigkeit siedelten sich in der Region Burgas bulgarische Flüchtlinge (Thrakische Bulgaren) aus den noch unter türkischen Herrschaft stehenden Gebieten Thrakiens und Makedoniens an. Die Flüchtlingsströme nahmen nach dem gescheiterten Ilinden-Preobraschenie-Aufstand und den Balkankriegen (1912–13) zu. 
Bereits 1909 ließen sich die ersten Flüchtlinge hier nieder und gründeten eine Siedlung in der Gegend Karagözler (bulg. Карагьозлер). Seit 2015 ist der Ort Namensgeber für den Marinka Point, eine Landspitze der Brabant-Insel in der Antarktis.